# Goslinsko jezero
Goslinsko jezero (nemško Gösselsdorfer See) je jezero na južnem Koroškem v Avstriji.
Jezero leži v Podjuni ob cesti, ki povezuje   naselja Žitara in Dobrla vas južno od Goselne vasi, po kateri je dobil ime, na nadmorski višini 469 mnm. Njegova površina meri 32 ha, največja globina pa je 3 m.